# Hans Konrad Sonderegger
Hans Konrad Sonderegger (* 10. Oktober 1891 in Heiden; † 3. September 1944 in Scuol) war ein Schweizer Theologe, Rechtsanwalt, Redaktor, Nationalrat, Ständerat und führender Vertreter der Freiwirtschaftslehre.

## Leben
Sein Vater Wilhelm Sonderegger-Rhyner (1862–1904) war Lehrer und Regierungsrat, sein jüngerer Bruder René Sonderegger betätigte sich als Publizist und Politiker.
Nach der Volksschule in Heiden besuchte Hans Konrad Sonderegger von 1907 bis 1911 die Kantonsschule im Konvikt von Trogen. Von 1911 bis 1916 studierte er evangelische Theologie an den Universitäten von Basel, Bern und Marburg. Nach seinem Studium war er während vier Jahren protestantischer Pfarrer der romanischen Gemeinden Lavin und Guarda. Sonderegger lernte innert Kürze romanisch. Zur Erhaltung dieser Sprache half er 1917 bei der Gründung der ersten ladinischen Zeitung Gazetta Ladina, in der er regelmäßig romanische Artikel veröffentlichte. 1918 heiratete er Maria Clavuot aus Lavin; sie hatten vier Kinder. Im Unterengadin machte ihn Werner Zimmermann mit der Freiwirtschaftslehre von Silvio Gesell bekannt. Von 1920 bis 1923 studierte Sonderegger Rechtswissenschaften in Zürich und Bern und erlangte den Dr. iur. und das Anwaltspatent. Die Familie übersiedelte 1924 nach Teufen, wo Sonderegger als Rechtsanwalt tätig war und 1927 nach Heiden, wo er eine Anwaltspraxis betrieb.
Seit seiner Begegnung mit Werner Zimmermann engagierte er sich für die Freiwirtschaftsbewegung. Er verbreitete diese Ideen auch als Mitarbeiter des Säntis, des Schweizerischen Beobachter und als Mitredaktor des baselländischen Landschäftler. 1931 trat er in den Schweizer Freiwirtschaftsbund ein und wurde bald dessen führender Vertreter. 1936 gründete er seine eigene Zeitung, Der Demokrat, um sein aufklärerisches Anliegen in einer Art Volkshochschule verbreiten zu können.
Als Politiker war Sonderegger Mitglied des Obergerichts von Appenzell Ausserrhoden (1929–1932), Präsident der Aufsichtsbehörde über Schuldbetreibung und Konkurs, Kantonsrat (ab 1933), Ständerat (1934–1935) und Gemeinderat in Heiden. Von 1939 bis 1943 vertrat er den Kanton Basel-Landschaft im Nationalrat. 1943 führten interne Differenzen im Schweizer Freiwirtschaftsbund zur Veröffentlichung privater Briefe Sondereggers, in denen er im Sommer 1940 die Einsetzung eines neuen Bundesrats und eine Verständigung mit den siegreichen Achsenmächten gewünscht hatte. Der Nationalrat debattierte in der Folge, ob er wegen Bruchs seines Eides aus den Verhandlungen des Nationalrates ausgeschlossen werden sollte. Aufgrund der unmittelbar bevorstehenden Erneuerungswahlen des Nationalrates beschloss der Rat stattdessen, eine Erklärung des Bundesrates über das Ergebnis der über die Angelegenheit Sonderegger durchgeführten Untersuchung entgegenzunehmen. Der Entscheid, ob er das Nationalratsmandat weiter ausüben soll, wollte der Rat den Wählern überlassen. Sonderegger war politisch erledigt, aber auch körperlich, schrieb seine Tochter über jene Zeit. Er sah sich als Opfer einer massiven Pressekampagne gegen einen unbequemen Aussenseiter. Die Konsequenzen für seine Familie und seine Gesundheit waren erheblich. 
Hans Konrad Sonderegger starb am 3. September 1944 im Alter von knapp 53 Jahren auf einem Spaziergang an einem Herzinfarkt. Er starb an gebrochenem Herzen, sollten seine Freunde später sagen. Seine Rehabilitation erfolgte ein Jahr nach seinem Tode.

## Schaffen
Sonderegger war seiner Zeit oft voraus und sein Anliegen und Wirken wurde auch aus diesem Grunde nicht immer verstanden: Wenige Jahre vor dem Beginn des Zweiten Weltkriegs machte er auf die ständige Gefahr der Instrumentalisierung des Roten Kreuzes für die Kriege christlicher Staaten aufmerksam und erinnerte an die Ziele Henry Dunants, der bei Solferino seine Berufung darin erkannte, den Krieg ganz zu überwinden. Das Rote Kreuz sollte nur den praktischen Anfang zur allgemeinen Beseitigung des Krieges bilden. Wie Gesell sah er – im Gegensatz zu Karl Marx – die Wurzel von sozialer Ungerechtigkeit und Krieg nicht im Privateigentum an Produktionsmitteln, sondern in den seit der Französischen Revolution legitimierten leistungslosen Einkünften aus dem Boden- und Kapitalbesitz. Diese beiden „großen Friedensstörer“ sollten durch eine Reform des Geldes und des Bodenrechts ausgeschaltet werden.
„In meinen Aufsätzen steckt mein Leben, mein unermüdlicher Kampf. (…) meine Arbeit geht über das Volkswirtschaftliche hinaus. Sie ist Ausdruck einer umfassenden freiwirtschaftlichen Lebensauffassung, frei von aller Enge und Kleinlichkeit, frei insbesondere von jeder Rücksicht auf mein persönliches Leben. Ich folge dabei Gesell, dessen tiefstes Wesen von den meisten überhaupt nicht verstanden wird (auch nicht von den Freiwirtschaftern selbst). Es ist lächerlich mir den Vorwurf zu machen, ich predige die Stirnersche Ichverherrlichung; das haben andere getan, dessen philosophische Bildung sich in Stirner und Mackay erschöpfte. Dass eine gerade Linie von Platos harmonischer Persönlichkeit zu Kants Autonomie des Willens – welchen Begriff die meisten nicht verstehen – und seinem kategorischen Imperativ zu Proudhon und Gesell führt, welche Beide die wirtschaftlichen Vorbedingungen der freien Persönlichkeit und damit der Gemeinschaft schaffen wollten, dass also der Freiwirtschafter ein Mensch von ganz bestimmter geistiger Haltung ist und diese Haltung auch die Stellungnahme zu den Kleinfragen des Lebens bestimmt: das haben nicht einmal alle Mitglieder des BV begriffen. (… ) Ich bin nicht bloss Wirtschaftsreformer und Aufklärer, sondern Freiwirtschafter im geistigen Sinn, also Gegner jedes kleinlichen Beamtengeistes. ( …) Ich nehme immer den gleichen geistigen Standpunkt ein: Ordnung, aber keine Erstarrung, Einsatz aller Kräfte, aber kein Schema, das Lebendige wirken lassen und zusehen, was daraus entsteht. Denn man ist immer wieder da und kann zum Rechten sehen, wenn etwas Falsches daraus wird.“

## Publikationen
- Die Strafrechtliche Behandlung der Frau. Ein Beitrag zur Verwertung der Psychologie der Geschlechter durch das Strafrecht. Sprecher, Eggerling & Co., Chur 1924 (= Diss. iur., Bern 1924)
- Die Rettung Österreichs. Das Wörgler Beispiel (mit Hans Burgstaller). Aufwärts, Wörgl 1933
- Die Rede von Ständerat Dr. Sonderegger und die Antwort auf die Rede von Bundesrat Dr. Meyer über Freigeldsystem und Goldwährung. Pestalozzi-Fellenberg-Haus, Bern 1934
- Was ist Geld? Pestalozzi-Fellenberg-Haus, Bern 1934
- Wirtschaft und Geist. Vortrag am 23. Mai 1933 in Zürich, in: Der Demokrat, Nr. 108–118/1938
- Wir bleiben’s die Alten...! Kantonale Selbsthülfe oder zunehmende Krise? Bericht über die Verhandlungen des Kantonsrats Appenzell a. Rh. Pestalozzi-Fellenberg-Haus, Bern 1939
- Erbe und Verpflichtung. Aufsätze zum Zeitgeschehen. Curia, Chur 1969
- Vom kommenden Frieden. Die wirtschaftlichen und rechtlichen Grundlagen des Völkerfriedens. Wirz, Aarau 1994, ISBN 3-85983-042-2 (Erstdruck des 1942 verfassten Textes)

## Zitatnachweis
1. ↑  Thomas Fuchs: Hans Konrad Sonderegger. In: Historisches Lexikon der Schweiz.  19. April 2011.
2. ↑  Parlamentswörterbuch: Vereidigung der Ratsmitglieder. In: parlament.ch. Abgerufen am 24. Juli 2023.
3. 1 2  Yves Demuth: Hans Konrad Sonderegger : der erfolgreichste Gegner des Appenzeller Freisinns. 2016, doi:10.5169/SEALS-632529 (e-periodica.ch [abgerufen am 24. Juli 2023]).
4. ↑  Hans Konrad Sonderegger – Personenlexikon BL. Abgerufen am 24. Juli 2023.
5. ↑  Zitiert aus: HKS – Der Kämpfer für Freiheit, Recht und Menschenwürde, 1991, S. 167/168

| Personendaten    | Personendaten                                              |
| ---------------- | ---------------------------------------------------------- |
| NAME             | Sonderegger, Hans Konrad                                   |
| KURZBESCHREIBUNG | schweizerischer Pfarrer, Rechtsanwalt und Freiwirtschafter |
| GEBURTSDATUM     | 10. Oktober 1891                                           |
| GEBURTSORT       | Heiden AR                                                  |
| STERBEDATUM      | 3. September 1944                                          |
| STERBEORT        | Scuol                                                      |